# 舍瓦奈
舍瓦奈（法語：Chevannay，法語發音：[ʃəvanɛ]）是法国科多尔省的一个市镇，位于该省中部，属于蒙巴尔区。

## 地理
舍瓦奈（47°23'47"N, 4°39'15"E）面积7.16 平方千米，位于法国勃艮第-弗朗什-孔泰大區科多尔省，该省份为法国中东部省份，北起奥布省，西接涅夫勒省和约讷省，南至索恩-卢瓦尔省，东南接汝拉省，东临上索恩省，东北部与上马恩省接壤。
与舍瓦奈接壤的市镇（或旧市镇、城区）包括：奥克苏瓦地区维利、圣埃利耶、圣梅曼、韦雷苏德雷、阿沃讷、尚普勒诺。
舍瓦奈的时区为UTC+01:00、UTC+02:00（夏令时）。

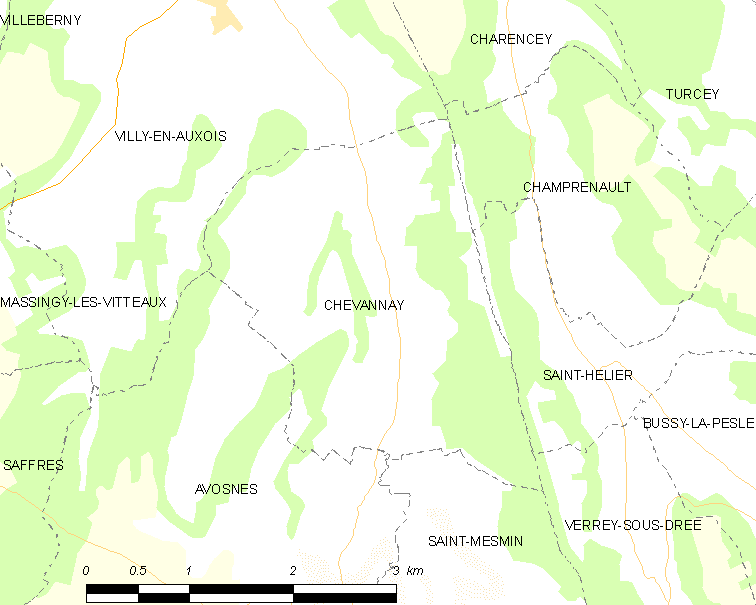
舍瓦奈的OSM定位图

## 行政
舍瓦奈的邮政编码为21540，INSEE市镇编码为21168。

## 政治
舍瓦奈所属的省级选区为欧苏瓦地区瑟米尔县。

## 交通
科多尔省省道D9线经过境内。

## 人口

1962-2008年间舍瓦奈人口变化图示

舍瓦奈于2022年1月1日时的人口数量为35人。